# Lepidiota noxia
Lepidiota noxia är en skalbaggsart som beskrevs av Britton 1985. Lepidiota noxia ingår i släktet Lepidiota och familjen Melolonthidae. Inga underarter finns listade i Catalogue of Life.